# 2886 Tinkaping
2886 Tinkaping eller 1965 YG är en asteroid i huvudbältet som upptäcktes den 20 december 1965 av Purple Mountain-observatoriet i Nanjing, Kina. Den är uppkallad Tinkaping.
Asteroiden har en diameter på ungefär 5 kilometer.